# Xã Heath, Quận Jefferson, Pennsylvania
Xã Heath (tiếng Anh: Heath Township) là một xã thuộc quận Jefferson, tiểu bang Pennsylvania, Hoa Kỳ. Năm 2010, dân số của xã này là 124 người.